# Цивільний процес
Цивільний процес, цивільне судочинство — встановлений законодавством порядок розгляду і вирішення цивільних справ. Здійснюється у вигляді відповідного судового провадження (позовного, наказного чи окремого) судом відповідної інстанції (першої інстанції, апеляційної або касаційної). Відповідно до ЦПК України з 2017 року судом касаційної інстанції є Верховний Суд.
В Україні порядок здійснення цивільного судочинства встановлюється Цивільним процесуальним кодексом України від 18 березня 2004 року (набрав чинності 1 вересня 2005 року), яким також визначено юрисдикцію та повноваження загальних судів щодо цивільних спорів.
Цивільний процес — це також назва відповідної наукової та навчальної дисципліни.

## Історія
На українських землях під російською владою цивільний процес, базований спершу на Литовському Статуті, був скоро замінений російським. Новий російський Статут цивільного судочинства від 20 листопада 1864 р. укладено за французьким зразком, на принципах диспозитивності (свобода сторін вільно диспонувати своїми матеріальними і процесуальними правами), усності, явності і вільної оцінки доказів, які подають сторони в процесі.
На українських землях під Австрією від 1772 р. було запроваджене австрійське законодавство щодо цивільного процесу, яке розвинулося під західно-європейським впливом і знайшло своє кінцеве втілення у Цивільному процесуальному кодексі Австрії (Zivilprozeßordnung, ZPO) від 1 серпня 1895 р.. Воно базувалося на принципі відкритого й усного судового розгляду з «диспозитивним» правом позовника та передбачало право відклику (в трьох інстанціях), включно до Найвищого суду.
За української державності (1917 — 1920) зберігалося процесуальне право попередніх режимів: в УНР — російське, а на західних землях — австрійське з відповідними змінами, що їх вимагали обставини й нові політичні умови. На західних землях під Польщею (1920 — 1939) закони цивільного процесу з-під австрійського чи російського режиму залишалися в силі до 1920 р., коли було схвалено новий польський кодекс, опрацьований у дусі і на принципах західного законодавства.
В УССР у галузі цивільного процесу застосовувалися закони РРФСР, а згодом також за їхніми зразками опрацьоване окреме законодавство УССР. Декрет радянського уряду про суди від 24 листопада 1917 р. оголосив закони Російської імперії недійсними. Відповідно до цього декрети уряду радянської України з 4 січня 1918 р. «Про народні суди» та раднаркому УССР з 14 лютого 1919 р. «Про суди і революційні трибунали» визначили нову судову процедуру. Їх доповнював Цивільний процесуальний кодекс Української РСР 1924 і 1929 р.р. Під час кодифікації 1960-х рр. було ухвалено новий Цивільний процесуальний кодекс Української РСР 18 липня 1963 р., котрий базувався на «Основах цивільного судочинства СРСР і союзних республік», схваленими Верховною Радою СРСР 1961.
Кодекс встановлює цивільний процес у справах, що виникають з цивільних, родинних, трудових та колгоспних правовідносин. Він встановлює, що народний суд є основною і загальною інстанцією цивільного процесу, але дозволяє шляхом відклику перевести справу до вищих судів. Кодекс підкреслює суспільний інтерес у цивільних справах, визнаючи принцип, що порушення особистих прав заторкає також державні інтереси. Тому, хоч позивач має право розпочати або відстрочити судову справу, прокурор, який діє від імені держави, може сам передати цивільну справу до суду, якщо вважає, що цього вимагає державний інтерес, може включити до цивільного процесу третю сторону в кожній його стадії, а також опротестувати вирок з технічних (формальних) причин. Також суд має право ухвалити вирок незалежно від бажань сторін. Вирок може бути опротестований і проти нього можна внести відклик. Вищий суд порядком касаційного рішення може анулювати, відхилити або змінити рішення нижчого суду.

## Порядок цивільного процесу
Відповідно до ЦПК, завданням цивільного судочинства є справедливий, неупереджений та своєчасний розгляд і вирішення цивільних справ з метою ефективного захисту порушених, невизнаних або оспорюваних прав, свобод чи інтересів фізичних осіб, прав та інтересів юридичних осіб, інтересів держави. Суд та учасники судового процесу зобов'язані керуватися завданням цивільного судочинства, яке превалює над будь-якими іншими міркуваннями в судовому процесі.
Провадження цивільного судочинства — це комплекс процесуальних дій, спрямованих на розгляд і вирішення певної категорії цивільних справ. В ЦПК визначено такі провадження в суді першої інстанції:
- наказне провадження — призначене для розгляду справ за заявами про стягнення грошових сум незначного розміру, щодо яких відсутній спір або про його наявність заявнику невідомо; відповідно до статті 161 ЦПК України конкретні категорії справ можуть розглядатися в наказному провадженні або в спрощеному позовному провадженні;
- позовне провадження — характеризуються наявністю спору між двома сторонами з протилежними інтересами. Поділяється на:
  - спрощене позовне провадження — призначене для розгляду малозначних справ, справ, що виникають з трудових відносин, справ незначної складності та інших справ, для яких пріоритетним є швидке вирішення справи;
  - загальне позовне провадження — призначене для розгляду справ, які через складність або інші обставини недоцільно розглядати у спрощеному позовному провадженні;
- окреме провадження — спрямовуються на встановлення певних обставин, наявності юридичних фактів або юридичного статусу громадян, необхідних для реалізації суб'єктивних прав.

Цивільне судочинство здійснюється стадійно, сукупність стадій залежить від провадження, в якому розглядається справа. Наприклад, стадії загального позовного провадження цивільного процесу:
- відкриття провадження у цивільній справі;
- підготовче провадження;
- можлива стадія — врегулювання спору за участі судді;
- розгляд справи по суті;
- прийняття рішення по суті спору.

Перегляд судових рішень здійснюється в інстанційному порядку:
- апеляційне провадження;
- касаційне провадження;

Особливий випадок перегляду:
- перегляд цивільної справи за нововиявленими або виключними обставинами.

Заключна стадія:
- виконання рішення.